# علم الصيدلة الإشعاعية

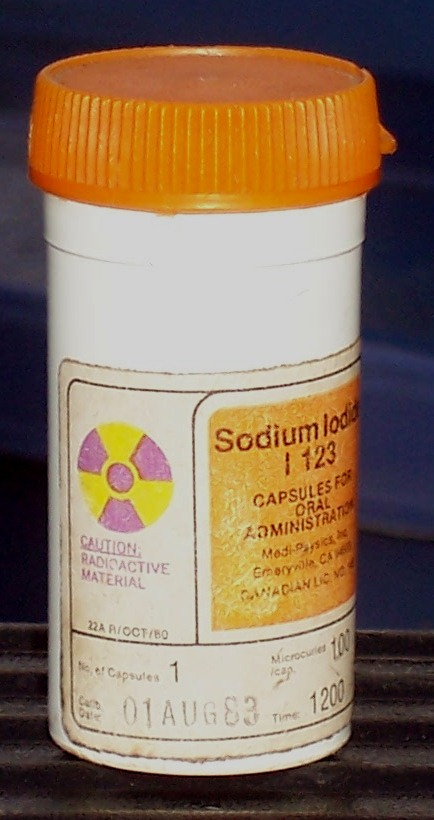

علم الصيدلة الإشعاعية (بالإنجليزية: Radiopharmacology)‏ هو دراسة وإعداد «المواد المشعة». الصيدلية الإشعاعية تستخدم في مجال الطب النووي كأثر في تشخيص وعلاج الكثير من الأمراض. العديد من المواد المشعة تستخدم (technetium (Tc-99. في كتاب Technetium من قبل Klaus Schwochau , حوالى 31صيدلية مشعة مختلفة تعتمد على Tc-99m مدرجة للتصوير والدراسات الفنية في المخ وعضلة القلب والغدة الدرقية والرئتين والكبد والمرارة والكليتين، والهيكل العظمي والدم والأورام.
ليست كل العناصر المشعة، والجزءالمشع من الصيدليه الإشعاعية، هي من الناحية الفنية «نظائر»، ومع ذللك على المدى التاريخي النظائر المشعة استخدمت للإشارة إلى جميع المواد المشعة، وهذا الاستخدام لا يزال شائعا.

## الإنتاج
إنتاج صيدليه إشعاعية ينطوي على عمليتين:
- إنتاج النويدات المشعة على المستحضرات الصيدليه.
- تحضير وتعبئة وتغليف المادة الإشعاعية النهائية.

النويدات المشعة المستخدمة في المواد المشعة في الغالب نظائر مشعة من العناصر التي أرقامها الذرية أقل من البزموت، والنظائر المشعة أيضا لديها واحد أو أكثر من النظائر المستقرة. وقد تكون هذه تقريبا تنقسم إلى فئتين:
- النويدات التي بها عدد اقل من النيرونات المطلوبة لتحقيق الاستقرار المعروفة باسم"neutron-deficient"، وتؤل إلى أن تكون أكثر استخداما في مسرع البروتون مثل سيكلوترون الطبية.
- النويدات التي لديها زياده النيترونات المطلوبة لتحقيق الاستقرار هي المعروفة باسم proton-deficient"، وتؤدى إلى أن تكون أكثر إنتاجاً في مفاعل نووي.

## Specific radiophaamacauticals
وهناك قائمة من «المواد المشعة والطب النووي» والتي تتضمن بعض النظائر المشعة المستخدمة في شكل ايونى أوشكل خامل. هناك قسم لكل النظائر المشعة مع جدول مواد الصيدلية المشعة التي تستخدم تلك النظائر المشعة. الأقسام مرتبة أبجديًا حسب الاسم الإنكليزي للنظائر المشعة. أقسام العنصر الواحد مرتبة بواسطة الكتلة الذرية.

### الكالسيوم - 47
47 كالسيوم هو باعث بيتا وغاما.
| الاسم                   | التحقيق        | طريق الإدارة | In-vitro / in-vivo | التصوير / غير التصوير |
| ----------------------- | -------------- | ------------ | --- | --------------------- |
| كاليفورنيا - 47 -ca 2 + | استقلاب العظام | IV           | في المختبر ليس جميع النويدات المشعة، والجزء المشع من الصيدليه الإشعاعية، هي من الناحية الفنية "نظائر". على الرغم من أنها هي التي يشار إليها عادة على هذا النحو. (أنظر النظائر) | غير التصوير           |

### الكربون - 11
11 C هو باعث بوزيترون.
| الاسم                    | التحقيق                                    | طريق الإدارة | In-vitro / in-vivo | التصوير / غير التصوير |
| ------------------------ | ------------------------------------------ | ------------ | ------------------ | --------------------- |
| C11 - لام ميثيل ميثيونين | اتصوير الورم في الدماغ تصوير الغدة الدرقية | IV           | In-vivo            | التصوير               |

### الكربون 14
14 c هو باعث بيتا.
| الاسم                                     | التحقيق                                              | طريق الإدارة | In-vitro / in-vivo | التصوير / غير التصوير |
| ----------------------------------------- | ---------------------------------------------------- | ------------ | ------------------ | --------------------- |
| C14 - Glycocholic حمض                     | Breath test for small intestine bacterial overgrowth | الشفوي       | في المختبر         | غير التصوير           |
| C14 - PABA (الفقرة الأمينية حمض البنزويك) | دراسات البنكرياس                                     | الشفوي       | في المختبر         | غير التصوير           |
| C14 - اليوريا                             | Breath test to detect Helicobacter pylori            | الشفوي       | في المختبر         | غير التصوير           |
| د - C14 - الزيلوز سكر الخشب               | Breath test for small intestine bacterial overgrowth | الشفوي       | في المختبر         | غير التصوير           |

### الكروم - 51
51 cr هو باعث غاما.
| الاسم                                        | التحقيق                                                        | طريق الإدارة | In-vitro / in-vivo | التصوير / غير التصوير |
| -------------------------------------------- | -------------------------------------------------------------- | ------------ | ------------------ | --------------------- |
| Cr51 - خلايا الدم الحمراء ليالي              | حجم الخليه الحمراء؛ مواقع الحراسة؛ gastrointestinal blood loss | IV           | في المختبر         | غير التصوير           |
| Cr51 cr - 3 +                                | Gastrointestinal protein loss                                  | IV           | في المختبر         | غير التصوير           |
| Cr51 - إدتا (حمض ethylenediaminetetraacetic) | Glomerular filtration rate measurement                         | IV           | في المختبر         | غير التصوير           |

### كوبالت 57
57 co هو باعث غاما.
| الاسم                                | التحقيق                                               | طريق الإدارة | In-vitro / in-vivo | التصوير / غير التصوير |
| ------------------------------------ | ----------------------------------------------------- | ------------ | ------------------ | --------------------- |
| Co57 - سيانوكوبالامين (فيتامين ب 12) | الامتصاص المعدي المعوى (Gastrointestinal absorption9) | الشفوي       | في المختبر         | غير التصوير           |

### كوبالت 58
58 co هو باعث غاما.
| الاسم                                | التحقيق                                              | طريق الإدارة | In-vitro / in-vivo | التصوير / غير التصوير |
| ------------------------------------ | ---------------------------------------------------- | ------------ | ------------------ | --------------------- |
| Co58 - سيانوكوبالامين (فيتامين ب 12) | الامتصاص المعدي المعوي (Gastrointestinal absorption) | الشفوي       | في المختبر         | غير التصوير           |

### الإربيوم - 169
169 Er هو باعث بيتا.
| الاسم             | علاج                 | طريق الإدارة  |
| ----------------- | -------------------- | ------------- |
| Er169 - الغروانية | شروط بالتهاب المفاصل | داخل المفصلية |

### الفلور - 18
18 F هو باعث بوزيترون.
| الاسم                          | التحقيق                      | طريق الإدارة | In-vitro / in-vivo | التصوير / غير التصوير |
| ------------------------------ | ---------------------------- | ------------ | ------------------ | --------------------- |
| F18 - FDG (Fluorodeoxyglucose) | تصوير الورم تصوير عضلة القلب | IV           | In-vivo            | التصوير               |
| F18 - الفلوريد                 | تصويرالعظم                   | IV           | In-vivo            | التصوير               |
| F18 - Fluorocholine            | تصوير ورم البروستات          | IV           | In-vivo            | التصوير               |

### الغاليوم - 67
67 Ga هو باعث غاما انظر غاليوم المسح الضوئي
| الاسم         | التحقيق               | طريق الإدارة | In-vitro / in-vivo | التصوير / غير التصوير |
| ------------- | --------------------- | ------------ | ------------------ | --------------------- |
| Ga67 - جا 3 + | تصوير ورم             | IV           | In-vivo            | التصوير               |
| Ga67 - جا 3 + | تصوير العدوى / التهاب | IV           | In-vivo            | التصوير               |

### الغاليوم - 68
68 Ga هو باعث بوزيترون، مع 68 دقيقة عمر النصف، التي تنتجها عملية الاستخراج من 68 الجرمانيوم انظر تقنية متقدمة في التصوير
| الاسم                      | التحقيق                                                     | طريق الإدارة | In-vitro / in-vivo | التصوير / غير التصوير |
| -------------------------- | ----------------------------------------------------------- | ------------ | ------------------ | --------------------- |
| Ga68 - Dotatoc أو Dotatate | تصوير ورم الغدد الصم العصبية (Neuroendocrine tumor imaging) | IV           | In-vivo            | التصوير               |

### الهيدروجين - 3
3 H أو التريتيوم هو باعث بيتا.
| الاسم       | التحقيق       | طريق الإدارة | In-vitro / in-vivo | التصوير / غير التصوير |
| ----------- | ------------- | ------------ | ------------------ | --------------------- |
| H3 - المياه | كل مياه الجسم | شفوى أو IV   | في المختبر         | غير التصوير           |

### الإنديوم - 111
In 111 هو باعث غاما.
| الاسم                                                | التحقيق                       | طريق الإدارة   | In-vitro / in-vivo | التصوير / غير التصوير |
| ---------------------------------------------------- | ----------------------------- | -------------- | ------------------ | --------------------- |
| In111 - DTPA (diethylenetriaminepenta - حامض الخليك) | GI transit                    | الشفوي         | In-vivo            | التصوير               |
| In111 - DTPA (diethylenetriaminepenta - حامض الخليك) | Cisternography                | داخل cisternal | vIn-vivo           | التصوير               |
| In111 - كريات بيضاء ق                                | تصوير العدوى / التهاب         | IV             | In-vivo            | التصوير               |
| In111 - صفائح الدم ليالي                             | تصوير الجلطة                  | IV             | In-vivo            | التصوير               |
| In111 - Pentetreotide                                | تصوير مستقبلات السوماتوستاتين | IV             | In-vivo            | التصوير               |

### اليود - 123
123 I هو باعث غاما.
| الاسم                                      | التحقيق                                            | طريق الإدارة           | في المختبر / في فيفو | التصوير / غير التصوير |
| ------------------------------------------ | -------------------------------------------------- | ---------------------- | -------------------- | --------------------- |
| I123 - اليوديد                             | امتصاص الغدة الدرقية                               | عن طريق الفم أو الرابع | في فيفو -            | غير التصوير           |
| I123 - اليوديد                             | تصوير الغدة الدرقية الغدة الدرقية الانبثاث التصوير | عن طريق الفم أو الرابع | in-vivo              | التصوير               |
| I123 - س - Iodohippurate                   | الكلوي التصوير                                     | IV                     | in-vivo              | التصوير               |
| I123 - MIBG (م - iodobenzylguanidine)      | Neuroectodermal التصوير ورم                        | IV                     | in-vivo              | التصوير               |
| I123 - فب - الاتصالات وتكنولوجيا المعلومات | التصوير SPECT من مرض باركنسون                      | IV                     | في فيفو -In-vivo     | التصوير               |

### اليود - 131
131 I هو باعث جسيم بيتا وغاما.

#### التشخيص
| الاسم                                 | التحقيق                    | طريق الإدارة       | In-vitro / in-vivo | التصوير / غير التصوير |
| ------------------------------------- | -------------------------- | ------------------ | ------------------ | --------------------- |
| I-131 - اليوديد                       | امتصاص الغدة الدرقية       | الشفوي             | In-vivo            | غير التصوير           |
| I131 - اليوديد                        | تصوير انبثاث الغدة الدرقية | عن طريق الفم أو IV | In-vivo            | التصوير               |
| I131 - MIBG (م - iodobenzylguanidine) | تصوير ورم Neuroectodermal  | IV                 | In-vivo            | التصوير               |

#### العلاجية
| الاسم                                 | علاج                | طريق الإدارة |
| ------------------------------------- | ------------------- | ------------ |
| I131 - اليوديد                        | فرط الدرقية         | شفوىاو IV    |
| I131 - اليوديد                        | Non-toxic goiter    | شفوىاو IV    |
| I131 - اليوديد                        | سرطان الغدة الدرقية | شفوىاو IV    |
| I131 - MIBG (م - iodobenzylguanidine) | مرض خبيث            | IV           |

### الحديد 59
```
131
 Fe
 هو باعث بيتا وغاما.
```

| الاسم                           | التحقيق      | طريق الإدارة | In-vitro / in-vivo | التصوير / غير التصوير |
| ------------------------------- | ------------ | ------------ | ------------------ | --------------------- |
| Fe59 - الحديد أو الحديد + 2 + 3 | الحديد الأيض | IV           | في المختبر         | غير التصوير           |

### كريبتون - 81m
81 SEK m وهو باعث جاما
| الاسم                    | التحقيق                  | طريق الإدارة | في المختبر / في فيفو | التصوير / غير التصوير |
| ------------------------ | ------------------------ | ------------ | -------------------- | --------------------- |
| Kr81m غاز                | Lung ventilation imaging | الاستنشاق    | In-vivo              | التصوير               |
| كرونة - 81m - محلول مائي | تصوير نضح الرئة          | IV           | In-vivo              | التصوير               |

### النيتروجين - 13
13N هو باعث بوزيترون.
| الاسم          | التحقيق                       | طريق الإدارة | In-vitro / in-vivo | التصوير / غير التصوير |
| -------------- | ----------------------------- | ------------ | ------------------ | --------------------- |
| N13 - الأمونيا | تصوير تدفق الدم في عضلة القلب | IV           | In-vivo            | التصوير               |

### الأكسجين - 15
15 O هو باعث بوزيترون.
| الاسم        | التحقيق                                                | طريق الإدارة | In-vitro / in-vivo | التصوير / غير التصوير |
| ------------ | ------------------------------------------------------ | ------------ | ------------------ | --------------------- |
| O15 - المياه | تصوير تدفق الدم إلى المخ تصوير تدفق الدم في عضلة القلب | رابعا البلعة | In-vivo            | التصوير               |

### الفوسفور - 32
32 P هو باعث بيتا.
| الاسم          | علاج                                        | طريق الإدارة |
| -------------- | ------------------------------------------- | ------------ |
| P32 - الفوسفات | كثرة كريات الدم الحمر والاضطرابات ذات الصلة | شفوىاو IV    |

### ساماريوم - 153
153 Sm هو باعث بيتا وغاما.
| الاسم                                                       | علاج           | طريق الإدارة |
| ----------------------------------------------------------- | -------------- | ------------ |
| Sm153 - EDTMP (Ethylenediaminotetramethylenephosphoric حمض) | العظم الانبثاث | IV           |

### السيلينيوم - 75
75 Se هو باعث غاما.
| الاسم                                                    | التحقيق                  | طريق الإدارة | In-vitro / in-vivo | تصوير / غير تصوير |
| -------------------------------------------------------- | ------------------------ | ------------ | ------------------ | ----------------- |
| Se75 - Selenorcholesterol                                | تصوير الغدة الكظرية      | IV           | In-vivo            | التصوير           |
| Se75 - SeHCAT (Seleno - 23 - 25 - وطي - تاورو - cholate) | امتصاص الأملاح الصفراوية | شفوي         | In-vivo            | تصوير             |

### الصوديوم - 22
22 Na هو بوزيترون وباعث غاما.
| الاسم     | التحقيق                 | طريق الإدارة | In-vitro / in-vivo | التصوير / غير التصوير |
| --------- | ----------------------- | ------------ | ------------------ | --------------------- |
| Na22 نا + | دراسات المنحل بالكهرباء | شفوىاو IV    | في المختبر         | غير التصوير           |

### الصوديوم - 24
24 Na هو باعث بيتا وغاما.
| الاسم  | التحقيق                 | طريق الإدارة | In-vitro / in-vivo | التصوير / غير التصوير |
| ------ | ----------------------- | ------------ | ------------------ | --------------------- |
| Na24 + | دراسات المنحل بالكهرباء | شفوىاو IV    | في المختبر         | غير التصوير           |

### السترونتيوم - 89
89 Sr هو باعث بيتا.
| الاسم         | علاج           | طريق الإدارة |
| ------------- | -------------- | ------------ |
| Sr89 - كلوريد | العظم الانبثاث | IV           |

### تكنيتيوم - 99m
Tc 99m هو باعث غاما.
| الاسم                                                                                               | التحقيق | طريق الإدارة   | In-vitro / in-vivo | التصوير / غير التصوير |
| --------------------------------------------------------------------------------------------------- | --- | -------------- | ------------------ | --------------------- |
| Tc99m - بيرتكنيشات                                                                                  | امتصاص الغدة الدرقية والغدة الدرقية والتصوير المعدة والغدة اللعابية والتصوير Meckel's diverticulum imaging تصوير الدماغ Micturating cystogram First pass blood flow imaging First pass peripheral vascular imaging | IV             | In-vivo            | التصوير               |
| Tc99m - pertechnetate                                                                               | Lacrimal imaging | قطرات العين    | In-vivo            | التصوير               |
| Tc99m - الإنسان الألبومين                                                                           | Cardiac blood pool imaging | IV             | In-vivo            | التصوير               |
| Tc99m - الإنسان الألبومين                                                                           | تصوير الأوعية الدموية المحيطية | IV             | In-vivo            | التصوير               |
| Tc99m - الإنسان macroaggregates الزلال أو المجهرية                                                  | Lung perfusion imaging | IV             | In-vivo            | التصوير               |
| Tc99m - الإنسان macroaggregates الزلال أو المجهرية                                                  | Lung perfusion imaging with venography | IV             | In-vivo            | التصوير               |
| Tc99m - Phosphonates والفوسفات                                                                      | تصوير العظام | IV             | In-vivo            | التصوير               |
| Tc99m - Phosphonates والفوسفات                                                                      | تصوير عضلة القلب | IV             | In-vivo            | التصوير               |
| Tc99m - حمض البينتيتيك ‏ (diethylenetriaminepenta - حامض الخليك)                                     | التصوير الكلوي First pass blood flow studies تصوير الدماغ | IV             | In-vivo            | التصوير               |
| Tc99m - حمض البينتيتيك ‏ (diethylenetriaminepenta - حامض الخليك)                                     | Lung ventilation imaging | استنشاق الهباء | In-vivo            | التصوير               |
| Tc99m - DMSA (الخامس) (حامض dimercaptosuccinic)                                                     | تصوير الورم | IV             | In-vivo            | التصوير               |
| Tc99m - DMSA (ثالثا) (حامض dimercaptosuccinic)                                                      | التصوير الكلوي | IV             | In-vivo            | التصوير               |
| Tc99m - الغروانية                                                                                   | تصوير نخاع العظم النزيف المعدي المعوي | IV             | In-vivo            | التصوير               |
| Tc99m - الغروانية                                                                                   | تصوير العقدة الليمفاوية | فراغي          | In-vivo            | التصوير               |
| Tc99m - الغروانية                                                                                   | Esophageal transit and reflux imaging | الشفوي         | In-vivo            | التصوير               |
| Tc99m - الغروانية                                                                                   | Lacrimal imaging | قطرات العين    | In-vivo            | التصوير               |
| Tc99m - الري والصرف بالأحساء (كبدي حمض iminodiacetic)                                               | نظام التصوير الوظيفي المرارية | IV             | In-vivo            | التصوير               |
| Tc99m - bood مبدل طبيعة الخلايا الحمراء                                                             | حجم الخلية الحمراء | IV             | في المختبر         | غير التصوير           |
| Tc99m - خلايا الدم الحمراء                                                                          | GI bleeding Cardiac blood pool imaging تصوير الأوعية الدموية المحيطية | IV             | In-vivo            | التصوير               |
| Tc99m - mag3 (mercaptoacetyltriglycine)                                                             | تصوير الكلوي First pass blood flow imaging | IV             | In-vivo            | التصوير               |
| Tc99m - Exametazime                                                                                 | تصوير تدفق الدم إلى المخ | IV             | In-vivo            | التصوير               |
| Tc99m - Exametazime صفت leucocytes                                                                  | تصوير العدوى / التهاب | IV             | In-vivo            | التصوير               |
| Tc99m - Sestamibi                                                                                   | تصوير الغدة الدرقية Non-specific tumor imaging تصوير ورم في الغدة الدرقية تصوير الثدي تصوير عضلة القلب | IV             | In-vivo            | التصوير               |
| Tc99m - Sulesomab (IMMU - MN3 الفئران Fab' - ش antigranulocyte شظايا الأجسام المضادة أحادية المنشأ) | تصوير العدوى / التهاب | IV             | In-vivo            | التصوير               |
| Tc99m - Technegas                                                                                   | Lung ventilation imaging | الاستنشاق      | In-vivo            | التصوير               |
| Tc99m - الإنسان المناعي                                                                             | تصوير العدوى / التهاب | IV             | vIn-vivo           | التصوير               |
| Tc99m - Tetrofosmin                                                                                 | تصوير الغدة الدرقية تصوير عضلة القلب | IV             | In-vivo            | التصوير               |
| Tc99m - تنمية الطفولة المبكرة (إيثيل ثنائي الوحدات cysteinate)                                      | تصوير الدماغ | IV             | In-vivo            | التصوير               |

### الثاليوم - 201
201 Tl هو باعث غاما.
| الاسم         | التحقيق                                                                                      | طريق الإدارة | In-vitro / in-vivo | التصوير / غير التصوير |
| ------------- | -------------------------------------------------------------------------------------------- | ------------ | ------------------ | --------------------- |
| Tl201 - يرة + | Non-specific tumor imaging تصوير الورم في الغدة الدرقية تصوير عضلة القلب تصوير الغدة الدرقية | IV           | In-vivo            | التصوير               |

### زينون - 133
133 Xe هو باعث غاما.
| الاسم                                        | التحقيق                   | طريق الإدارة | In-vitro / in-vivo | التصوير / غير التصوير |
| -------------------------------------------- | ------------------------- | ------------ | ------------------ | --------------------- |
| Xe133 الغاز                                  | دراسات Lung ventilation   | الاستنشاق    | In-vivo            | التصوير               |
| Xe133 متساوي التوتر في محلول كلوريد الصوديوم | مُعَدَّلُ جَرَيانِ الدَّمِ فِي الدِّمَاغ | IV           | In-vivo            | التصوير               |

### الإيتريوم - 90
90 Y هو باعث بيتا.
| الاسم         | علاج                 | طريق الإدارة  |
| ------------- | -------------------- | ------------- |
| Y90 - سيليكات | شروط بالتهاب المفاصل | داخل المفصلية |
| Y90 - سيليكات | مرض خبيث             | Intracavitary |

## اقرأ أيضاً
- قائفة مشعة